# Apple S1
L'Apple S1 è il system-on-a-chip 32-bit progettato da Apple per l'Apple Watch, è stato descritto come un "System in Package".

## System in Package
L'Apple S1 utilizza un SoC personalizzato che insieme con la memoria RAM, la memoria NAND flash e i processori di supporto per le connessioni wireless, per i sensori e per gli I/O costituiscono un computer completo in un unico package. Questo package è poi sigillato con della resina.
Fin dall'inizio si supponeva che Samsung fosse il produttore principale dei componenti chiave come la memoria RAM e NAND flash e dell'assemblaggio dell'Apple S1, ma i più recenti teardown hanno svelato che la memoria RAM e NAND flash sono in realtà prodotte da Toshiba e Micron Technology.

### Componenti

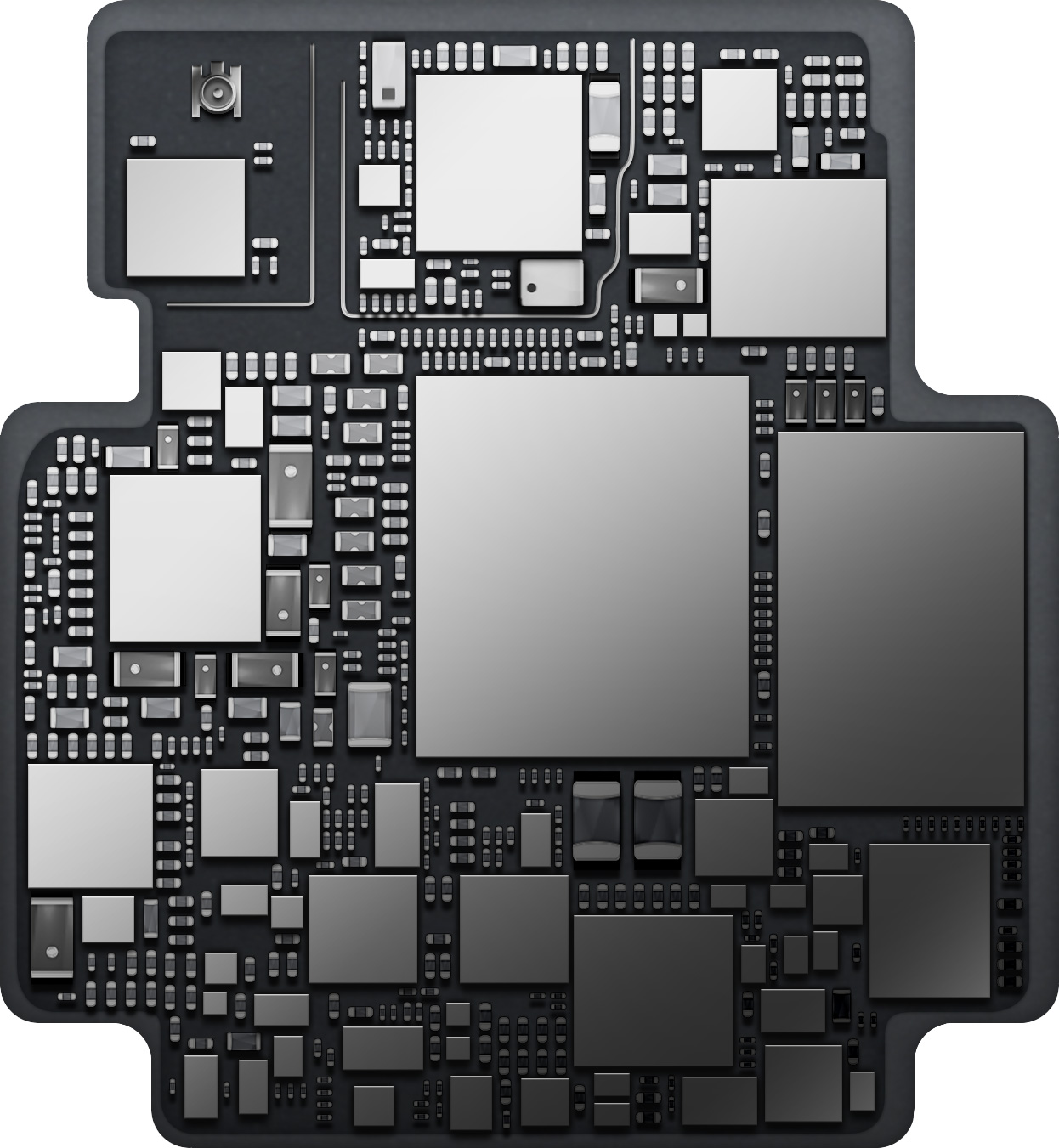
Componenti interni dell'Apple S1

Effettuando un reverse engineering, si sono scoperti i vari componenti interni:
- CPU APL0778 32-bit ARMv7-A personalizzata da Apple;
- GPU PowerVR SGX543 integrata nella CPU;
- DRAM da 512 MB prodotta dalla Elpida connessa in wire bonding al di sopra della CPU APL0778;
- NAND flash da 8 GB prodotta da SanDisk e Toshiba;
- Controller NFC prodotto dalla NXP;
- Chip booster NFC prodotto dalla AMS;
- Chip per la ricarica wireless prodotto dalla IDT;
- Controller per la gestione del touch screen prodotto dalla Analog Devices;
- Giroscopio e Accelerometro prodotti dalla STMicroelectronics;
- Chip BCM43342 per la gestione del Wi-Fi, del modulatore di frequenza e del Bluetooth prodotto da Broadcom;
- Unità di gestione dell'alimentazione (PMU) prodotta dalla Dialog Semiconductor.

## Annuncio e disponibilità sul mercato

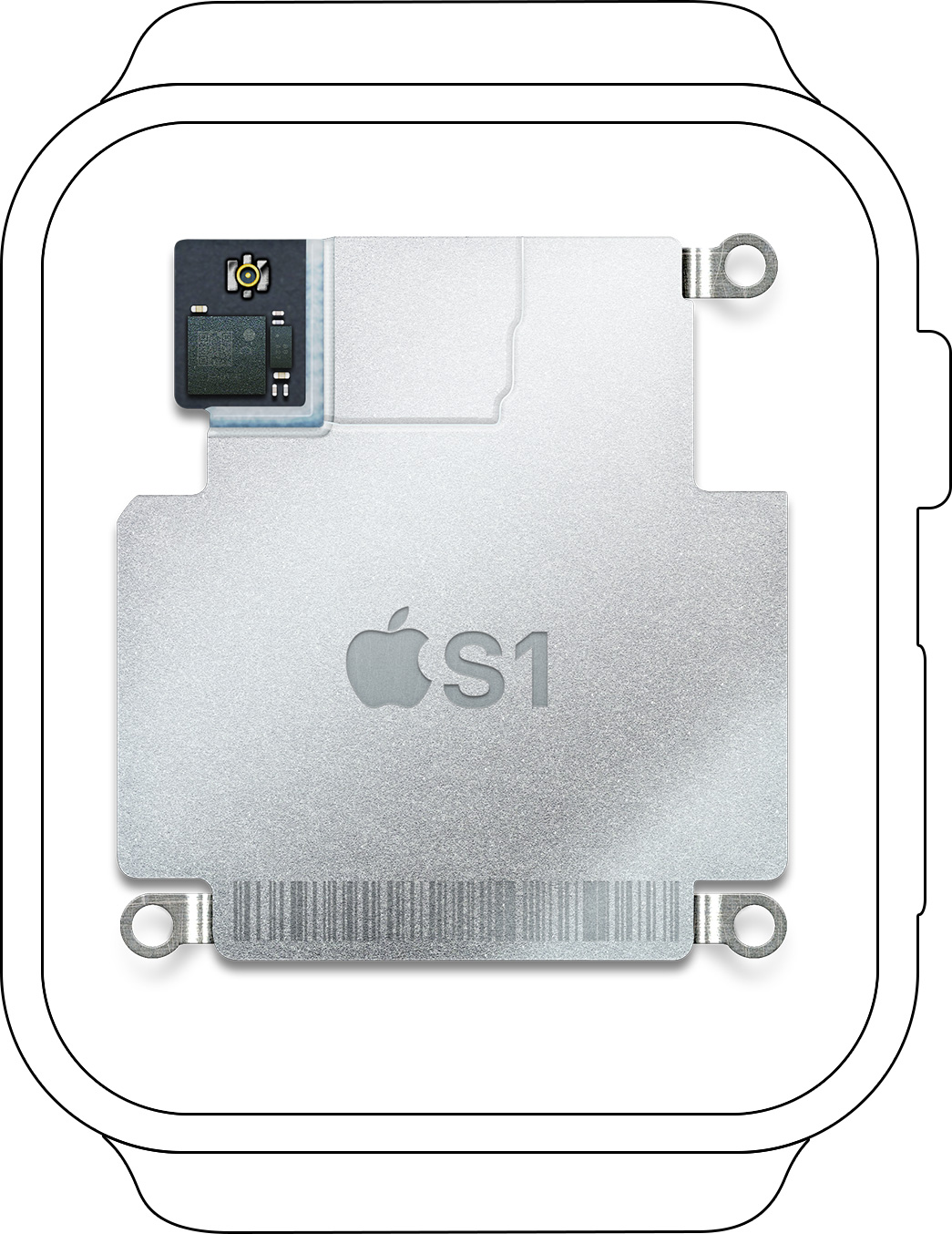
Spazio occupato dall'Apple S1 all'interno dell'Apple Watch

L'Apple S1 è stato annunciato il 9 settembre 2014 all'interno della presentazione dell'Apple Watch.
L'Apple Watch è stato reso disponibile nei negozi da venerdì 24 aprile 2015 (solo in USA, Australia, Canada, Cina, Francia, Germania, Hong Kong, Giappone, e Regno Unito), mentre in Italia è disponibile da venerdì 26 giugno 2015.